# Storbritanniens kungliga vapen
| Storbritanniens kungliga vapen, till vänster varianten som används överallt utom i Skottland och till höger varianten som endast används i Skottland. |  | Storbritanniens kungliga vapen, till vänster varianten som används överallt utom i Skottland och till höger varianten som endast används i Skottland. |
| Storbritanniens kungliga vapen, till vänster varianten som används överallt utom i Skottland och till höger varianten som endast används i Skottland. |  | |

Vapnet som används av Storbritanniens regering på alla ställen utom i Skottland.

Vapnet som används av Storbritanniens regering i Skottland.

Storbritanniens statsvapen finns i tre olika varianter. Det stora kungliga vapnet finns i två varianter, en som används i England, Nordirland och Wales och en som används i Skottland. Storbritanniens regering använder två mindre varianter, likaledes en som används i England, Nordirland och Wales, och en som används i Skottland.

## Varianter

### England, Nordirland och Wales
I England, Wales och Nordirland används följande variant: i vapenskölden ingår Englands kungliga vapen (tre gående utåtseende lejon) i första och fjärde fältet; Skottlands kungliga vapen (ett upprätt lejon inom en dubbel lilje- och kontraliljeinfattning) i det andra fältet; och Irlands kungliga vapen (harpan) i det tredje fältet. Det irländska vapnets förekomst i skölden representerar nuförtiden Nordirland. Det kungliga vapnet för furstendömet Wales (draken) saknas eftersom Wales erövrats av England och därför har mist rätten att behålla sina nationalsymboler. Av sköldhållarna är lejonet hämtat från det gamla engelska kungavapnet medan enhörningen hämtats från det gamla skotska kungavapnet. Ovanpå skölden vilar den engelska kungakronan, och lejonet är också krönt med kronan. Skölden omges av engelska Strumpebandsordens strumpeband med dess motto, Honi soit qui mal y pense (Skam den som tänker illa därom). Underst står mottot "Dieu et mon droit" (franska: Gud och min rätt).

### Skottland
På grund av lagstiftningen som följde med anledning av 1707 års unionsfördrag (vilket grundade det Förenade konungariket: unionen mellan Skottland och England) används i Skottland en variant av vapnet, där Skottlands vapen finns i sköldens första och fjärde fält och Englands i det andra och de båda sköldhållarna har bytt plats. Både är också krönt; enhörningen med Skottlands kungliga krona och lejonet med Englands kungliga krona. Sköldhållarna håller flaggstång med deras länders flaggor. Ovanpå skölden vilar den skotska kungakronan. Skölden omges av Skottlands främsta statsorden Order of the Thistle ("Tistelorden") och mottot: "Nemo me impune lacessit" (latin: Ingen skadar mig ostraffat). Ovan vapnet är ett andra motto "In Defens", kort för "In my Defens God Me Defend" (scots: I mitt försvar Gud försvara mig).

## Historia
Fältet med tre liljor infördes i Englands vapnet under kung Edvard IIIs tid och behölls även efter England förlorade alla sina franska territorier i hundraårskriget. Tre liljor ingick fram 1603 till 1801 i Storbritanniens kungliga vapen.
Som en följd av första koalitionskriget framställde den Franska republiken 1797 krav på att den brittiske monarken skulle avstå från sina historiska anspråk på den franska tronen. 1801 bildades Förenade kungariket Storbritannien och Irland genom unionen mellan Storbritannien och Irland vilket ledde till förändringar av den brittiske monarkens titulatur. I samband med detta tog kung George III tillfället i akt att stryka Kung av Frankrike från sina titlar, och tre liljor också försvann från vapnet därför att det inte längre ansågs vara aktuellt. Genom freden i Amiens 1802 erkände Storbritannien den Franska republiken. 